# يوسف بن محمد بن سعيد
يوسف بن محمد بن سعيد نائب وزير الشؤون الإسلامية والدعوة والإرشاد في السعودية منذ 27 ديسمبر 2018. صدر أمر ملكي بتعيينه عضوا في هيئة كبار العلماء في 18 أكتوبر 2020. وأعلنت رئاسة الحرمين الشريفين صدور الموافقة الكريمة على تولي الشيخ الدكتور يوسف بن محمد بن سعيد عضو هيئة كبار العلماء إلقاء خطبة يوم عرفة لعام 1444هـ، ليكون بذلك الخطيب الرابع عشر من خطباء عرفة في العهد السعودي.

## اسمه ونشأته
- هو معالي الشيخ الأستاذ الدكتور يوسف بن محمد بن عبد العزيز بن سعيد.
- حفظ القرآن الكريم في سن مبكرة.
- حفظ جملة من المتون في فنون متعددة.[4]

## الحياة العلمية
1. حصل على البكالوريوس من كلية أصول الدين في الرياض بتقدير ممتاز عام 1411هـ.
2. حصل على درجة الماجستير من قسم العقيدة والمذاهب المعاصرة بتقدير ممتاز عام 1415.
3. حصل على درجة الدكتوراه من القسم نفسه بتقدير ممتاز في العام 1418هـ[5]

## شيوخه
حضر دروس عدد كبير من العلماء وقرأ على آخرين ، منهم:
- سماحة مفتي عام المملكة سابقاً الشيخ عبد العزيز بن عبد الله بن باز.
- سماحة مفتي عام المملكة الشيخ عبد العزيز بن عبد الله آل الشيخ.
- معالي الشيخ صالح الأطرم.
- معالي الشيخ صالح بن عبدالعزيز بن محمد بن إبراهيم آل الشيخ.
- فضيلة الشيخ عبد الرحمن بن عبدالعزيز بن سحمان قاضي محكمة التمييز سابقاً.
- فضيلة الشيخ صالح بن إبراهيم البليهي.
- فضيلة الشيخ علي الهندي، وغيرهم.[6]

## الحياة العملية

### العمل والمناصب
- عضو هيئة كبار العلماء بموجب الأمر الملكي الكريم في 1 ربيع لأول 1442هـ حتى الآن.
- عين نائباً لوزير الشؤون الإسلامية بالمرتبة الممتازة لمدة أربع سنوات بموجب الأمر الملكي الكريم في 20 ربيع الآخر 1439هـ.
- عمل أستاذا للعقيدة والمذاهب المعاصرة بجامعة الإمام محمد بن سعود الإسلامية منذ عام 1427هـ.
- عين رئيساً لقسم العقيدة والمذاهب المعاصرة بجامعة الامام محمد بن سعود الإسلامية 1423 - 1425هـ.
- أستاذ مشارك عام 1423هـ.
- أستاذ مساعد عام 1419هـ.
- عمل وكيلاً لقسم العقيدة والمذاهب المعاصرة بجامعة الامام محمد بن سعود الإسلامية 1418 – 1419هـ.
- عين محاضرا بجامعة الامام محمد بن سعود عام 1415هـ.
- عين معيداً عام 1411هـ.

### اللجان العلمية
- رئيس لجنة الأمن السيبراني في وزارة الشؤون الإسلامية.
- رئيس لجنة مسابقات القرآن الكريم في الوزارة.
- نائب رئيس لجنة الحج في الوزارة.
- رئيس لجنة ترجمة المصاحف في مجمع الملك فهد.
- كلف برئاسة لجنة فحص الرسائل العلمية في جامعة الإمام مدة سبع سنوات.
- كلف برئاسة لجنة النظام والشؤون العلمية في الجامعة لمدة ثمان سنوات.
- عضو مجلس الدراسات العليا في الجامعة.
- عضو المجلس العلمي في الجامعة
- عضو مجلس كلية أصول الدين.
- عضو مجلس قسم العقيدة والمذاهب المعاصرة.
- عضو مجلس قسم الدراسات الإسلامية.
- عضو الهيئة الاستشارية لمجلة الجامعة الإسلامية في المدينة المنورة.
- عضو لجان الترقيات لأعضاء هيئة التدريس .
- عضو لجان تحكيم البحوث العلمية والدراسات.
- رأس لجان علمية في مؤتمرات وندوات علمية.[4]
- تولى رئاسة اللجنة العلمية لندوة الانتماء الوطني في التعليم العام رؤى وتطلعات، إضافة لعضويته في مجلس عمادة البحث العلمي بالجامعة لمدة سنتين، وفي مجلس عمادة الدراسات العليا، وفي اللجنة العليا لندوة شهداء الواجب وواجب المجتمع.

### المشاركات العلمية والإعلامية
- التدريس في المسجد الحرام والمسجد النبوي الشريف والمساجد الأخرى.
- الخطابة أكثر من عشرين عاما في عدد من الجوامع ومصليات العيد الكبرى.
- المشاركة في برامج الوزارات والجامعات العلمية.
- مشاركات في الإذاعة والتلفاز والصحف.
- المشاركة في الإشراف على الرسائل العلمية ومناقشتها.[6]
- شارك في ندوات جامع الإمام تركي بن عبد الله بالرياض، وله عدد من المحاضرات والندوات في مساجد الرياض وخارجها، كما عمل على التعاون مع وزارة الشؤون الإسلامية في مجال التدريس في دورات الأئمة والخطباء، وشارك في ندوة (تحصين شباب الجامعات ضد الغزو الفكري) في الجامعة الإسلامية بالمدينة المنورة.

## المؤلفات
له عدد من المؤلفات المنشورة، منها:
- عصمة الأنبياء في ضوء الكتاب والسنة.
- عصمة غير الأنبياء في ضوء الكتاب والسنة.
- الحلف والأيمان ـ دراسة عقدية.
- دراسة عقدية لبعض الصفات التي يدعى أنها من باب المشاكلة.
- مناهج البحث في العقيدة.
- دراسة عقدية للفظ «السيد».[7]